# Альвен, Ханнес
Ха́ннес У́лоф Йёста Альве́н (Альфвен) (швед. Hannes Olof Gösta Alfvén; 30 мая 1908, Норрчёпинг — 2 апреля 1995, Юрсхольм) — шведский физик, специалист по физике плазмы, лауреат Нобелевской премии по физике в 1970 году за работы в области теории магнитогидродинамики.
Внёс существенный вклад в физику плазмы, включая такие направления, как теории северного сияния, радиационных поясов Ван Аллена, эффект геомагнитных бурь на магнитное поле Земли, магнитосферы, в проблемы формирования хвостов комет и солнечной системы, динамики плазмы в галактике (плазменная космология).
В 1937 году, когда считалось, что межзвёздное пространство является вакуумом и, следовательно, неспособно проводить электрический ток, утверждал, что, если бы плазма заполняла вселенную, то она могла бы проводить электрические токи, которые могли бы произвести галактическое магнитное поле. По легенде, после получения Нобелевской премии за магнитогидродинамику, потратил оставшуюся часть своей жизни в попытках убедить учёных, что магнитные поля — это только половина дела, и что электрические токи играют более существенную роль во вселенной. В 1974 году его теоретическая работа по выстраиванию в поле электрических токов в северном сиянии, основанная на более ранней работе Кристиана Биркеланда, была подтверждена спутником, и были открыты токи Биркеланда. Плазменная космология — теория, альтернативная теории Большого взрыва, базируется на работе Альвена и продолжилась в работах американского физика Энтони Ператта.

## Образование
Получил кандидатскую степень в университете Уппсалы в 1934 году, диссертация — «Исследования ультракоротких электромагнитных волн».

## Ранние годы
В 1934 году преподавал физику как в университете Уппсалы, так и в Нобелевском институте физики в Стокгольме. В 1940 году стал профессором по теории электромагнетизма и электрических измерений в Королевском технологическом институте в Стокгольме, в 1945 году возглавил там же кафедру электроники (в 1963 году переименована в кафедру физики плазмы). В 1967 году, после отъезда из Швеции и пребывания в течение некоторого времени в Советском Союзе, переехал в США. Работал на факультетах электрической техники в двух университетах — Университете Калифорнии в Сан-Диего и в университете Южной Калифорнии.
Считал себя инженером в области электрической энергии. Примечательно, что до присуждения Нобелевской премии Альвена не считали ведущим специалистом в научном сообществе, хотя его работы активно цитировались и использовались.

## Исследования, награды и труды
Работы Альвена постоянно обсуждались в течение многих лет знаменитым ученым в области космической физики, англо-американским геофизиком Сиднеем Чепмэном. Считается, что у Альвена были проблемы с системой научного рецензирования — никогда, ни при каких обстоятельствах, ему не удавалось получить без длительных дискуссий одобрения рецензентов в научных журналах. В частности, одна из статей по теории магнитных бурь и северного сияния была отклонена журналом «Земной магнетизм и атмосферное электричество» на том основании, что она не совпадала с теоретическими выкладками физики того времени. Многими физиками Альвен считался человеком с нестандартными взглядами в области науки, часто был вынужден публиковать статьи не в самых авторитетных журналах.
Нобелевскую премию по физике получил в 1970 году за работы по магнитогидродинамике (МГД). В 1988 году был награждён американским Геофизическим союзом медалью Боуи за работы по кометам и плазме в солнечной системе.
Другие награды Альвена:
- Золотая медаль Королевского астрономического общества (1967)
- Медаль Франклина Института Франклина (1971)
- Большая золотая медаль имени М. В. Ломоносова Академии наук СССР (1971)
- Медаль Уильяма Боуи[англ.] (1988)

Был членом следующих Академий и институтов:
- Шведская королевская академия наук (1947)
- Шведская королевская академия инженерных наук[швед.] (1947; в 1980 из нее вышел)
- Институт инженеров электротехники и электроники (пожизненный член)
- Европейское физическое общество
- Американская академия искусств и наук (1962)
- Югославская академия наук (1974)
- Пагуошское движение учёных
- Академия наук СССР (1958)[10]
- Национальная академия наук США (1966)[11]
- Индийская национальная академия наук (INSA; 1976)
- Лондонское королевское общество (1980)[12].

### Исследования
Сыграл центральную роль в развитии таких направлений, как физика плазмы, теория пучков заряженных частиц, физика межпланетной среды, физика магнитосферы, магнитогидродинамика, исследованиях солнечных эффектов (в том числе солнечного ветра), северного сияния.
В 1939 году предложил теорию геомагнитных бурь и северного сияния, а также теорию динамики плазмы в Земной магнитосфере. Электрические заряды закручивающиеся в магнитных полях вызывают движение электронов и ионов.
Применения его исследований в космической науке включают:
- объяснение радиационных поясов Ван Аллена
- сокращение магнитного поля Земли во время магнитных бурь
- магнитосфера (защитная плазма, закрывающая землю)
- формирование хвостов кометы
- формирование солнечной системы
- динамика плазмы в галактике
- фундаментальный характер Вселенной

Проводил межпланетные исследования и исследования магнитосферной физики.
Представления Альвена основывались на взглядах основателя магнитосферной физики — Кристиана Биркеланда. В конце XIX века Биркеланд предложил (основываясь на многочисленных данных) что электрические токи, текущие вниз по магнитным полям Земли в атмосферу, вызывают северное сияние и полярные магнитные возмущения.
Труды Альвена помогли в развитии ускорителей заряженных частиц, управляемого термоядерного синтеза, сверхзвуковых полетов, ракетной техники, атмосферного торможения космических аппаратов.
Вклад Альвена в астрофизику: галактические магнитные полевые формы — космический магнетизм (1937), идентификация нетеплового излучения (синхротронного излучения) от астрономических объектов (1950).
В 1963 году впервые предсказал волокнистую структуру вселенной в больших масштабах, основываясь на своём опыте по волокнистой природе плазмы.
В его честь названы волны Альвена (низкочастотные гидромагнитные колебания плазмы). Многие из его теорий о солнечной системе были проверены уже 1980 году путём измерения магнитосфер комет и планет спутниками и зондами. Теории Альвена получили признание только спустя два или три десятилетия после их публикации. Также известен теорией плазменной космологии — нестандартной альтернативы большому взрыву. Считается, что физики недостаточно информированы о некоторых результатах Альвена в области физики плазмы (например, описание плазмы электрическим полем, токи Биркеланда, плазменные цепи) — поэтому его идеи обычно используются без осознания его авторства.

## Против Большого взрыва
Предложил космологическую теорию — модель Альвена — Клейна, которая альтернативна как космологии теории стационарной Вселенной, так и теории Большого взрыва. Полагал, что проблема с Большим взрывом состоит в том, что астрофизики попробовали экстраполировать происхождение Вселенной по математической теории, полученной на бумаге. Альтернативная концепция основывалась на идее «плазменной вселенной», которая была скептически воспринята в научном сообществе. Считал, что «может занять некоторое время, пока теория будет принята общественным сознанием».

## Более поздние годы
В 1991 году уволился с постов профессора электрической техники в университете Калифорнии в Сан-Диего и профессора физики плазмы в Королевском технологическом институте в Стокгольме.
Провёл остаток жизни попеременно в Калифорнии и Швеции. Умер в возрасте 86 лет.

## Память
Астероид 1778 Альвен назвали в его честь.
Его именем названы награды:
- Премия Ханнеса Альвена от Европейского физического общества[14]
- Медаль имени Ханнеса Альвена от Европейского союза наук о Земле[15]

## Прочее
Участвовал во всемирном движении разоружения. Изучал историю науки, восточную философию и религию. Владел шведским, английским, немецким, французским и русским языками.
Выпустил несколько научно-популярных книг:
- Миры — антимиры: антивещество в космологии (1966)
- Большой компьютер: видение (1968) (политико-научная сатира под псевдонимом Олаф Юханссон)
- Атом, человек, и Вселенная: длинная цепь осложнений (1969)
- Проживание на Третьей планете (1972).

Жена — Кирстен Альвен, брак продлился в течение 67 лет, в браке воспитали сына и четырёх дочерей. Одна из дочерей — писательница и социолог Ингер Альвен (1940—2022).
Композитор Хуго Альвен (1872—1960) — дядя Ханнеса.